# Huseyn Shaheed Suhrawardy
Huseyn Shaheed Suhrawardy (in urdu حسین شہید سہروردی; Midnapore, 8 settembre 1892 – Beirut, 5 dicembre 1963) è stato un politico pakistano, di origine bengalese.

## Biografia
È stato Primo ministro del Pakistan dal settembre 1956 all'ottobre 1957. Nello stesso periodo ha ricoperto il ruolo di Ministro della difesa.
Dal luglio 1946 all'agosto 1947 era stato Primo ministro del Bengala durante l'amministrazione dell'Impero anglo-indiano.